# 李之才
李之才（1001年—1045年），字挺之，青州（今屬山東）人。
咸平四年（1001年）出生，天聖八年（1030年）同進士出身。师從河南穆修，穆修性情嚴厲，李之才更加勤謹，終於學到《易》。初授衛州獲嘉主簿，代理共城（今河南輝縣）縣令。後調孟州司法參軍。石延年与龙图阁直学士吴遵路调兵河东，聘之才爲澤州（今山西晋城东北）簽署判官。慶曆五年（1045年）二月，暴卒於懷州官舍。作品多散佚。有弟子邵雍，授以陆淳《春秋》、《易》。李之才又精通历法，传授劉羲叟新历，世称《羲叟历法》。

## 延伸阅读
[在维基数据编辑]
 《宋史·卷431》，出自脱脱《宋史》